# 国際補助語協会
国際補助語協会 (こくさいほじょごきょうかい、IALA : International Auxilicary Language Association) は、言語学分野の団体や専門家のサポートによって1924年に設立された組織である。その目的は新たな文法、新たな言語を作ることで語彙の国際的標準化を図ることだった。
国際補助語協会の会長に無活用ラテン語を考案したイタリアの数学者ジュゼッペ・ペアノがいた。